# Loče, Šmohor - Preseško jezero
Loče (nemško Latschach) je naselje občine Šmohor - Preseško jezero v okraju Šmohor na Koroškem v Avstriji.